# Metakvalon

Strukturformel för metakvalon.

Metakvalon, summaformel C16H14N2O, är ett barbituratliknande lugnande och sömngivande medel. Preparatet salufördes tidigare under namnet Mandrax, Quaaludes eller Sopor. Metakvalon var en populär party- och sexdrog under 1960-, 1970- och 1980-talen och hade flera gatunamn (Disco Bisquits, Down And Dirtys, Gorilla Biscuits, Whore Pills). På grund av missbruksfrekvensen avregistrerades metakvalon globalt 1984.
Substansen är narkotikaklassad och ingår i förteckning P II i 1971 års psykotropkonvention, samt i förteckning II i Sverige.
Under 1960-talet tog många brittiska pop- och rockartister Mandrax - t.ex. Syd Barrett i Pink Floyd .
Bill Cosby uppgav i domstol 2005 att han givit kvinnor metakvalon i syfte att ha sex med dem.
Brian Jones i The Rolling Stones sägs ha tagit Mandrax innan han simmade i en bassäng och drunknade 1969.
(Källa: TV-dokumentären Anita Pallenberg: Stilikonen som blev Stones musa sänt i SVT juli 2024.